# 柔道チャンネル
柔道チャンネル（じゅうどうチャンネル）は東建コーポレーションが運営する、柔道に関する総合情報サイト。

## 概要
柔道の歴史やその技術体系など柔道に関する様々な基礎知識の提供をはじめ、全日本強化選手の紹介や、著名な柔道家のインタビュー、国内大会における詳しい事前予想や大会レポート、さらには著名な柔道家の戦績や過去の主要大会の記録、柔道整復師や柔道書籍などの柔道関連情報、全国の柔道関連施設のリンク集等が掲載されている。他にサイト内には柔道マンガや柔道ゲームが設けられている。また、このサイトはパソコン版以外に携帯版が存在する。さらに簡易的な英語版サイトも存在する。

## 主な内容
- 日本柔道
- 柔道を学ぶ
- 柔道資料
- 柔道関連情報
- 柔道リンク集
- 柔道お楽しみコンテンツ

## 外部サイト
- 柔道チャンネル
- 柔道チャンネル - YouTubeチャンネル
- 柔道チャンネル (judo.channel) - Facebook
- 柔道チャンネル (@judo_channel) - X（旧Twitter）
- 柔道チャンネル (@judo.channel_official) - Instagram